# スタッド・セバスティアン・シャルレティ
スタッド・セバスティアン・シャルレティ（Stade Sébastien Charléty）は、フランス・パリにある陸上競技場。2022-23シーズンは4つのクラブがホームスタジアムとして使用している。

## 概要
パリ13区に位置し、サッカーとラグビーユニオンのスタジアムとして使用されており、スタジアム周辺に2つの練習場や1,400人収容の体育館、テニスコート8面、スカッシュコート2面のスポーツ複合施設となっている。
1939年の開場以来多くのスポーツが行われきた一方で1968年5月に起こった五月危機では学生たちの演説の舞台となった。
1989年に老朽化のためスタジアムは一旦取り壊され、フランスの建築家であるアンリ・ゴダンとその息子によって新しく設計された。1.2億ユーロを投じて新設された新スタジアムは1994年のIAAFグランプリファイナルで初めて使用された。なお、同年に新スタジアムの設計が評価されたゴダン親子は銀の定規賞を受賞している。
2019年には翌年に開催される予定であったヨーロッパ陸上競技選手権大会のために最新鋭の陸上トラックを新設した。しかし、新型コロナウイルス感染症の流行によって同大会が中止されると、陸上トラックを撤去したいパリFCとスタジアム所有者であるパリ自治体の間で意見が分かれた。最終的な議論はパリFCがリーグ・アンへ昇格してから行われることとなった。

## ギャラリー

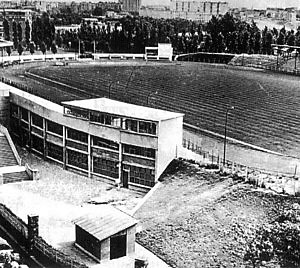
1958年のスタジアム
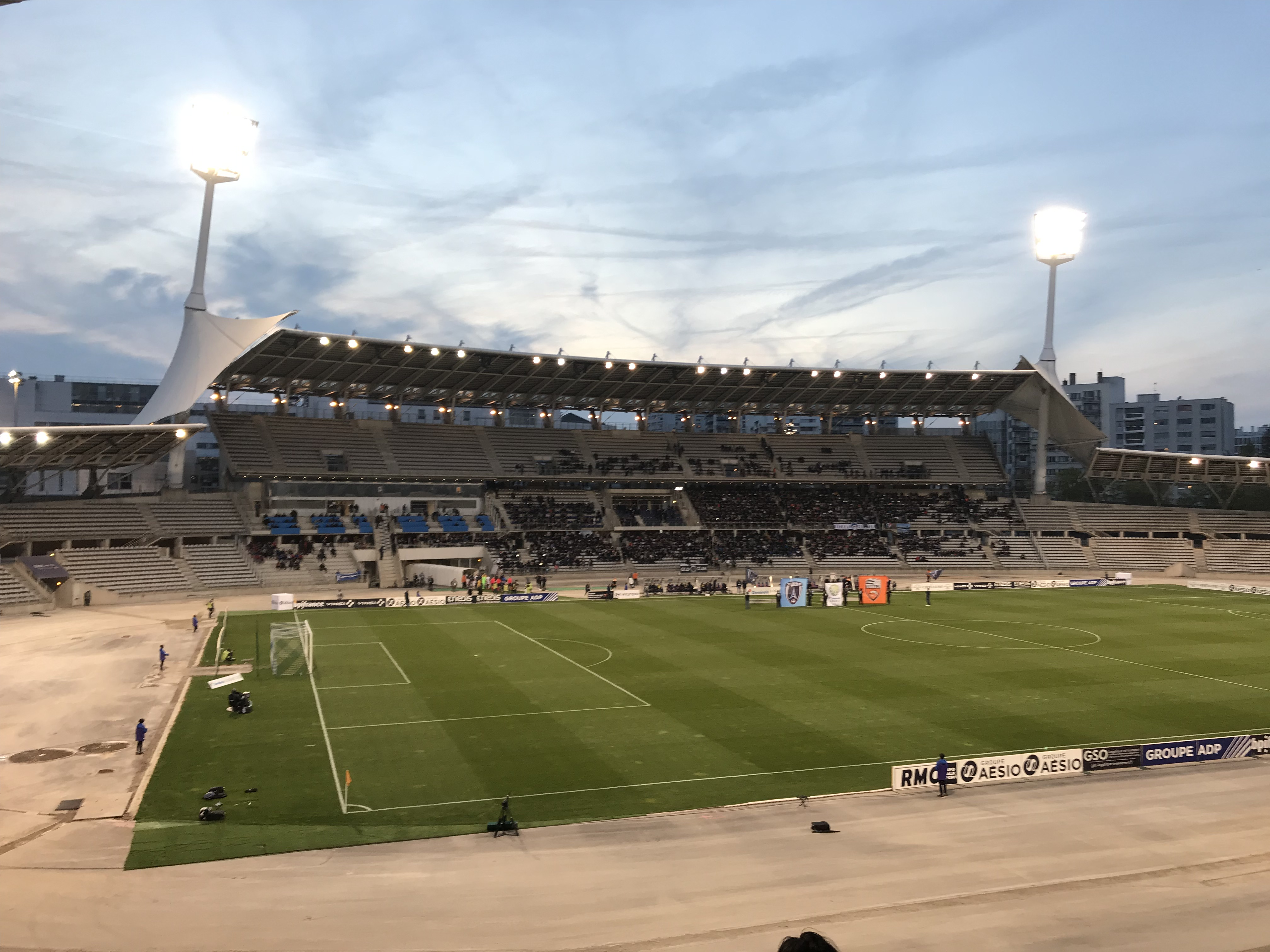
陸上トラック付設中のスタジアム
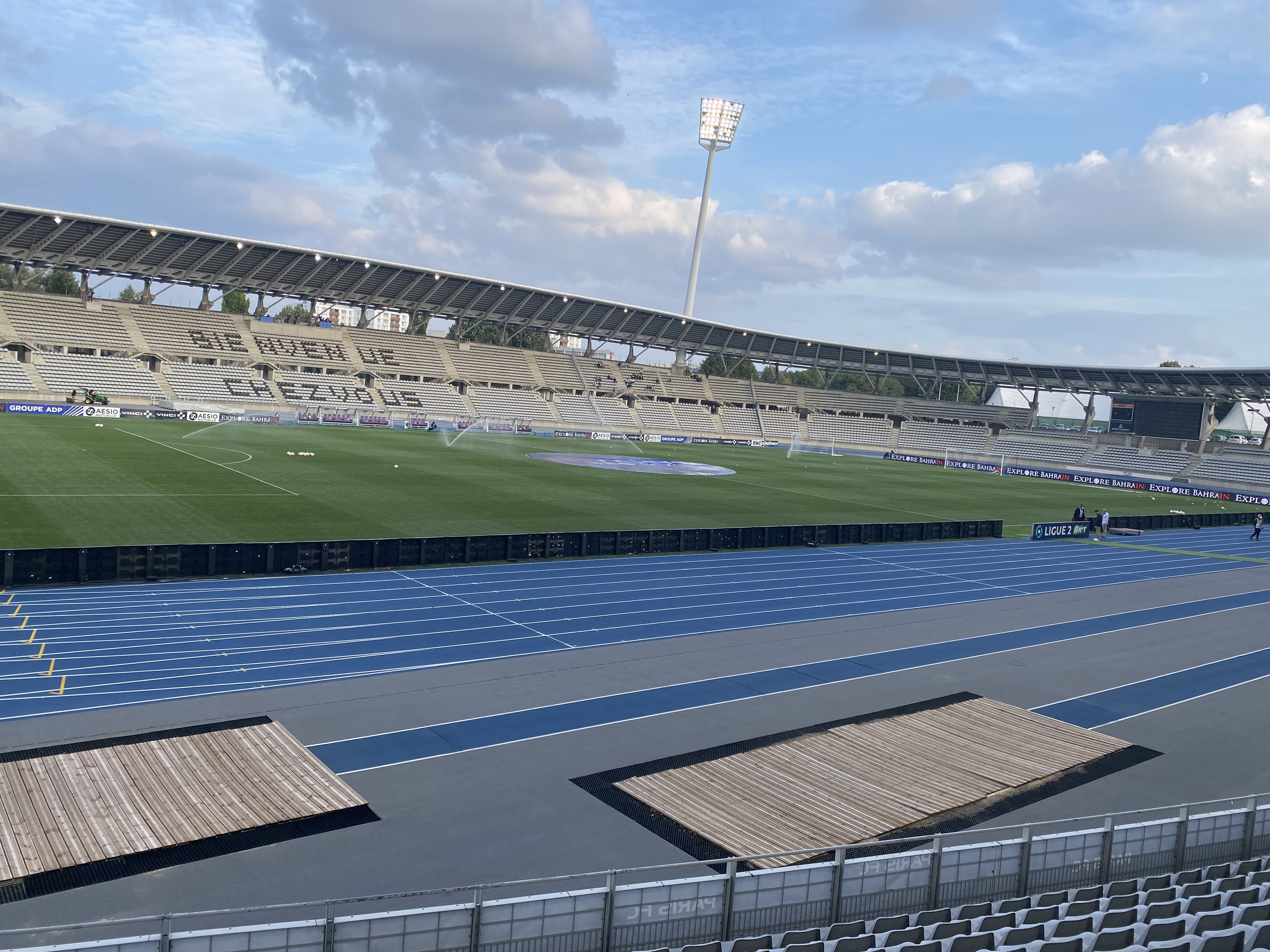
付設後のスタジアム
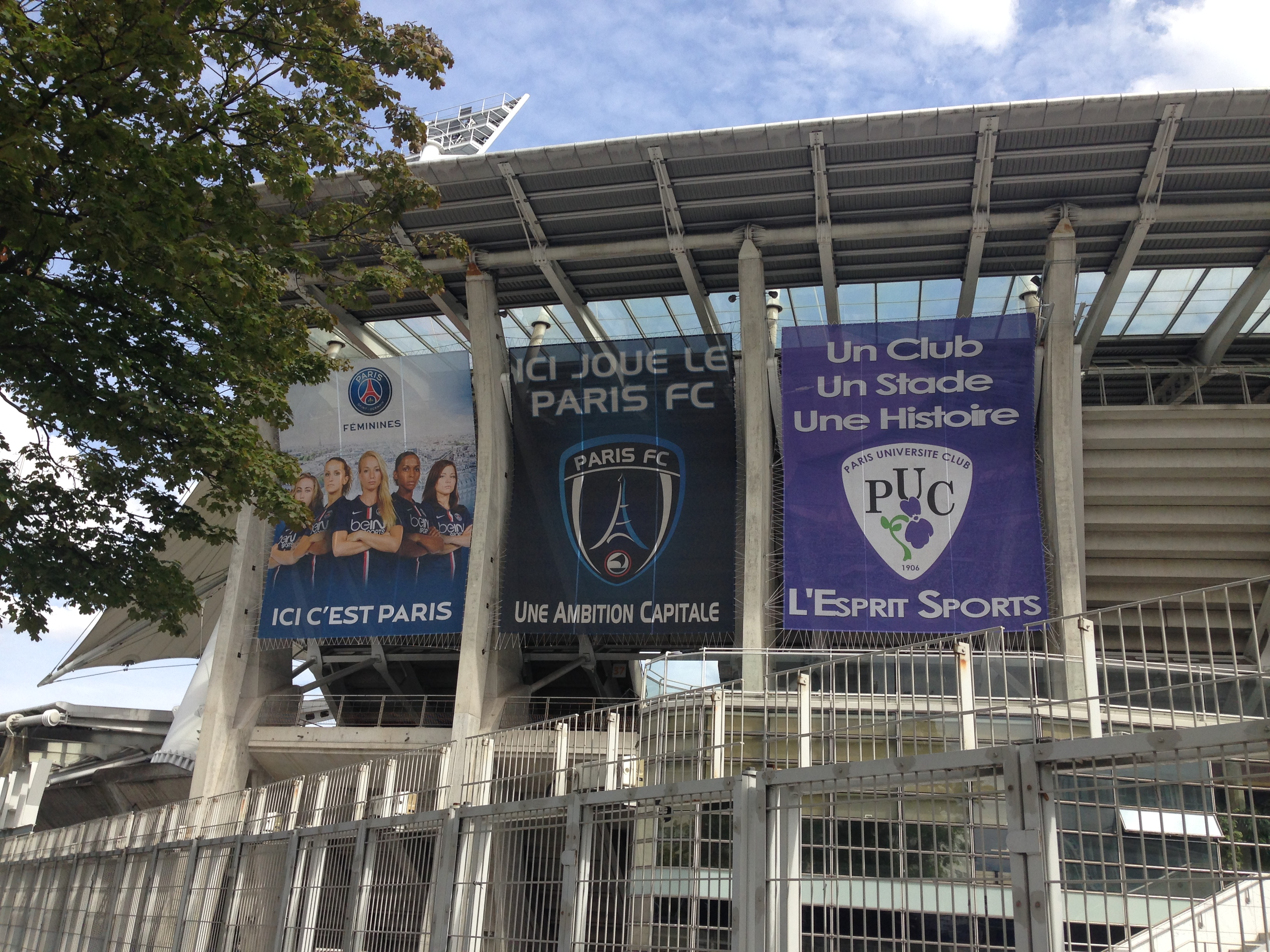
ホームチームのポスター
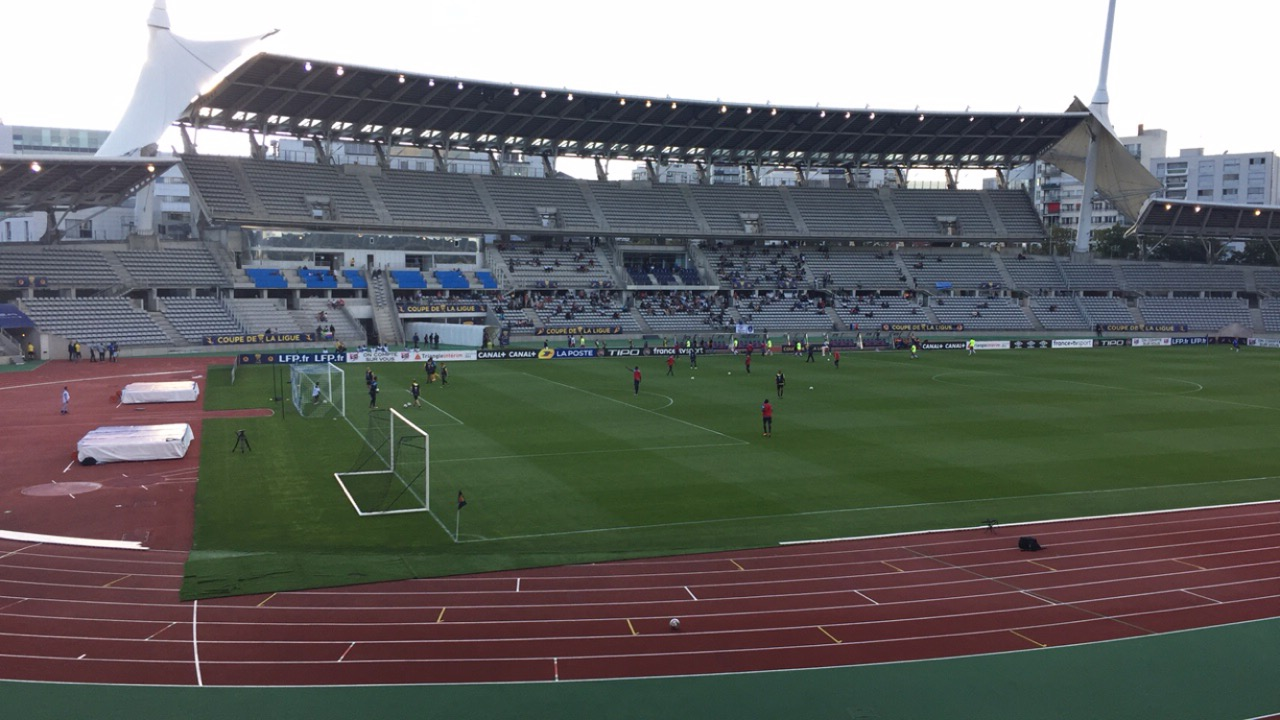
メインスタンド